# Bronowice (przystanek kolejowy w województwie lubuskim)
Bronowice – zlikwidowany przystanek kolejowy w Bronowicach na linii kolejowej Strzelce Krajeńskie – Lubiana, w województwie lubuskim. Do czasów obecnych ostała się tylko rampa ładunkowa.